# Cyrille Merville
Cyrille Merville (Amiens, 14 aprile 1982) è un ex calciatore francese, di ruolo portiere.